# Ängssländfluga
Ängssländfluga (Sphaerophoria taeniata) är en tvåvingeart som först beskrevs av Johann Wilhelm Meigen 1822.  Ängssländfluga ingår i släktet sländblomflugor, och familjen blomflugor.
Artens utbredningsområde är Tyskland. Arten är reproducerande i Sverige. Inga underarter finns listade i Catalogue of Life.